# Zbigniew Bogdański
Zbigniew Bogdański (ur. 12 grudnia 1930 w Czeladzi) – polski aktor teatralny i filmowy.

## Życiorys
Absolwent Państwowej Wyższej Szkoły Teatralnej w Warszawie, którą ukończył w 1954 roku. 4 listopada tego samego roku miał miejsce jego debiut teatralny.

## Filmografia
- 1968: Ostatni po Bogu jako marynarz
- 1974: Linia jako dyrektor Szewczyk
- 1977: Znak orła (odc. 9)
- 1987: Nad Niemnem jako Orzelski, ojciec Justyny
- 1986: Nad Niemnem (serial) jako Orzelski, ojciec Justyny
- 1986: Republika nadziei jako Beck, dyrektor gimnazjum
- 1988: Desperacja jako Abramowicz
- 1997–2000: Dom jako pułkownik w fabryce ojca Ewy (odc. 20 i 21)
- 1999: Policjanci jako samochodziarz (odc. 4)
- 2000–2001: Adam i Ewa jako klient Galerii Sztuki Ludowej „Nowicki”
- 2000–2001: Miasteczko jako Zenek, członek zarządu Zagórzyna
- 2000–2001: Przeprowadzki jako mecenas na weselu Róży i Cześka (odc. 2); model Kuśmidra prezydenta Wojciechowskiego (odc. 7)
- 2001: Marszałek Piłsudski jako starosta (odc. 3)
- 2002: Chopin. Pragnienie miłości
- 2002–2010: Samo życie jako lokator kamienicy, w której na klatce schodowej ukrył się ranny w strzelaninie gangster Adrian Grzelka
- 2003: Marcinelle jako Nicola Suicida
- 2003–2010: Na Wspólnej jako starszy pan
- 2004: Dziupla Cezara jako klient bistra (odc. 4)
- 2004: M jak miłość jako znajomy Krzysztofa Zduńskiego (odc. 211)
- 2004: Mój Nikifor jako prof. Sokołowski, b. wykładowca Włosińskiego na wernisażu w „Zachęcie”
- 2010: Daleko od noszy jako pacjent Nowotko (odc. 171)
- 2010: Klub szalonych dziewic jako Edmund Braniecki, ojciec Pawła (odc. 4)
- 2016: Na sygnale jako Czachor (odc. 87)
- 2016: Bodo (odc. 2)
- 2017: Belle Epoque jako agent Bonnarda (odc. 2)